# Piper PA-16 Clipper
El Piper PA-16 Clipper fue una versión del PA-15 Vagabond con fuselaje agrandado. Ambos modelos aparecieron en 1947 por la misma razón: Piper Aircraft estaba sumida en problemas financieros graves y necesitaba sacar nuevos modelos competitivos y utilizando el utillaje y cadena de montaje ya existentes. 

## Diseño y desarrollo

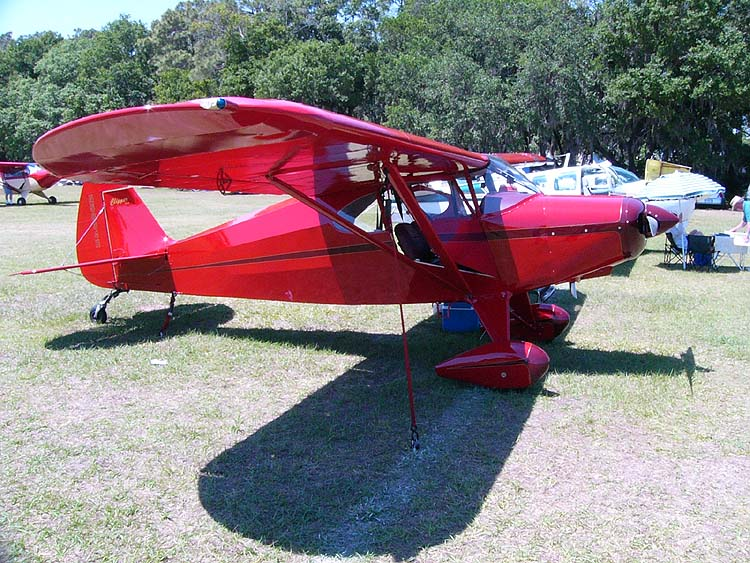
Piper PA-16 en el Sun'n Fun de 2006.

El PA-16 Clipper era una versión refinada y alargada del Vagabond, ideada para llevar a 4 personas. Llevaba un depósito de combustible extra en las alas, puertas para acceder al nuevo asiento y un motor Lycoming O-235, el mismo que llevarían posteriormente los Cessna 152 y el PA-22-108 Colt. El PA-16 Clipper mantenía los mismos mandos derivados de la familia Cub.
En 1949, el Clipper se vendía por 2995 dólares, mientras que el avión medio de cuatro plazas en el mercado se movía sobre los 5000 dólares. Se construyeron 736 Clipper en el año que tardó Piper en sustituir el PA-16 por el Piper PA-20 Pacer.
Pan Am, que tradicionalmente llamaba Clipper a su aviones comerciales lujosos, se tomó la denominación de Piper como una ofensa. Como resultado de las presiones de Pan Am, Piper mejoró el modelo añadiéndoles flaps, depósitos de combustible más grandes, unos nuevos mandos y un motor Lycoming O-290 más potente (125 hp), convirtiéndose esta versión en el Piper PA-20 Pacer.

## Historia operacional
A pesar del bajo número de aviones construidos, según la Administración Federal de Aviación, en abril de 2018 todavía había 303 ejemplares en servicio en los Estados Unidos.

## Especificaciones (PA-16)
Referencia datos: Plane and Pilot:1978 Aircraft Directory y Fonden Danmarks Flymuseum.

### Características generales
- Tripulación: Uno (piloto)
- Capacidad: 3 pasajeros
- Longitud: 6,1 m (20,1 ft)
- Envergadura: 8,9 m (29,3 ft)
- Altura: 1,9 m (6,2 ft)
- Peso vacío: 385 kg (848,5 lb)
- Peso cargado: 750 kg (1653 lb)
- Peso máximo al despegue: 748 kg (1648,6 lb)
- Planta motriz: 1× motor bóxer de 4 cilindros refrigerado por aire Lycoming O-235.
  - Potencia: 86 kW (119 HP; 117 CV)
- Hélices: Bipala de paso de crucero

### Rendimiento
- Velocidad nunca excedida (Vne): 225 km/h (140 MPH; 121 kt)
- Velocidad máxima operativa (Vno): 203 km/h (126 MPH; 110 kt)
- Velocidad crucero (Vc): 188 km/h (117 MPH; 102 kt)
- Velocidad de entrada en pérdida (Vs): 80 km/h (50 MPH; 43 kt)
- Alcance: 778 km (420 nmi; 483 mi)
- Techo de vuelo: 3385 m (11 106 ft)
- Régimen de ascenso: 2,9 m/s (571 ft/min)
- Potencia/peso: 0,115 kW/kg (0,070 hp/lb)

### Desarrollos relacionados
- Piper PA-15 Vagabond

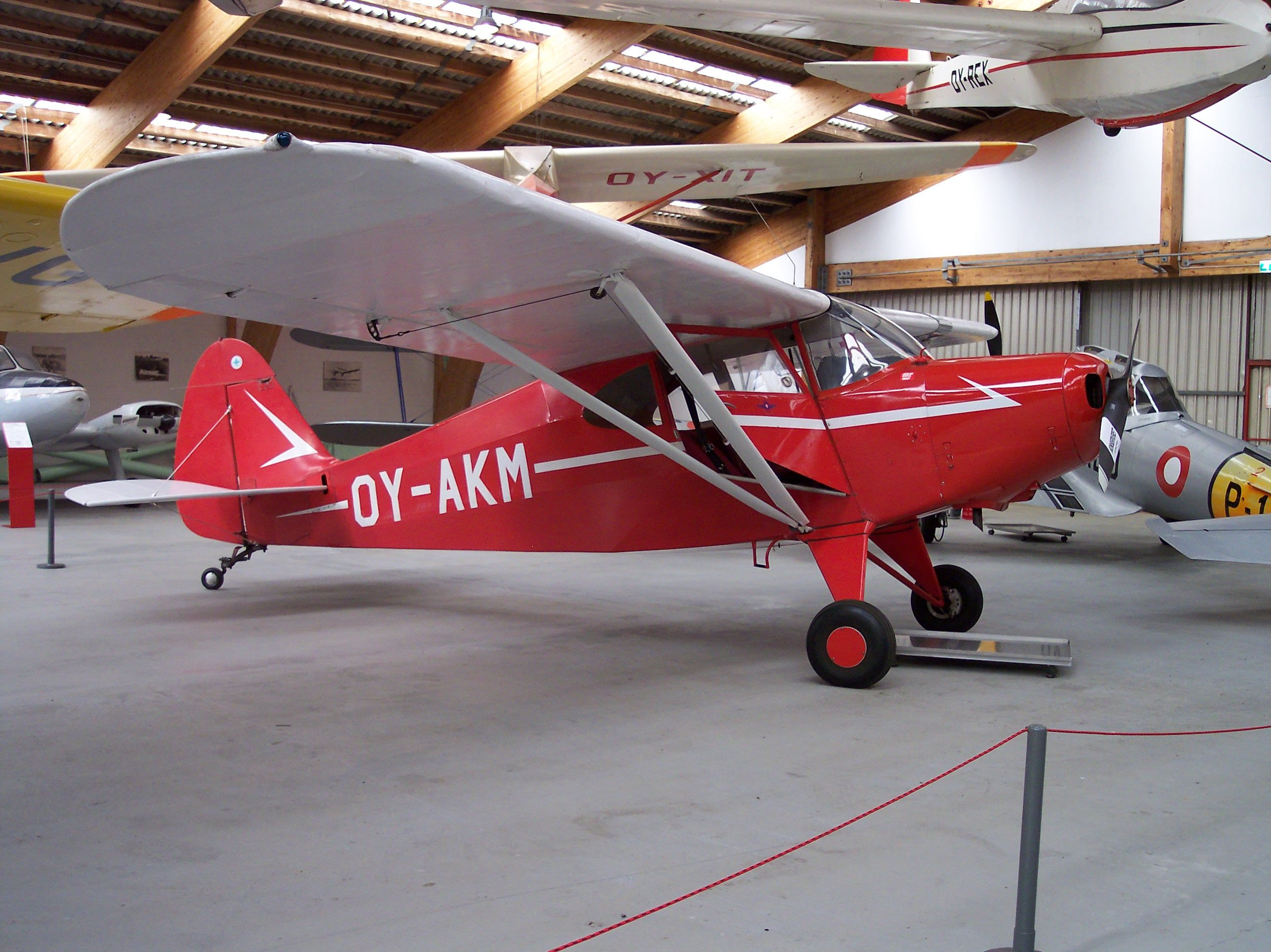

- PA-20 Pacer, PA-22 Tri-Pacer/Caribbean, PA-22-108 Colt

### Aeronaves similares
- Cessna 170

### Secuencias de designación
- Secuencia PA-_ (interna de Piper): ← PA-12 - PA-14 - PA-15 - PA-16 - PA-17 - PA-18 - PA-19 →